# Villa de la Garenne-Valentin
La villa de la Garenne-Valentin est une villa située à Clisson, en France.

## Localisation
La villa est située sur la commune de Clisson, dans le département de la Loire-Atlantique.

## Historique
Le monument est inscrit au titre des monuments historiques en 1997.